# Никулино (сельское поселение Никоновское)
Нику́лино — село в Раменском муниципальном округе Московской области. Население — 107 чел. (2010).

## Название
В 1577 году упоминается как Микулино, с 1852 года — Никулино. Название связано с Никула, разговорной формой личного календарного имени Николай.

## География
Село Никулино расположена в южной части Раменского муниципального округа, примерно в 25 км к югу от города Раменское. Высота над уровнем моря 158 м. В 2,5 км к северо-востоку от села протекает река Отра. К селу приписано 3 СНТ, одно ДНП и одна территория. Ближайший населённый пункт — село Заворово.

## История
В 1926 году деревня входила в Заворовский сельсовет Салтыковской волости Бронницкого уезда Московской губернии.
С 1929 года — населённый пункт в составе Бронницкого района Коломенского округа Московской области. 3 июня 1959 года Бронницкий район был упразднён, деревня передана в Люберецкий район. С 1960 года в составе Раменского района.
До муниципальной реформы 2006 года деревня входила в состав Никоновского сельского округа Раменского района.

## Население
| 1926 | 2002 | 2010 |
| ---- | ---- | ---- |
| 184  | ↘123 | ↘107 |

В 1926 году в деревне проживало 184 человека (85 мужчин, 99 женщин), насчитывалось 39 хозяйств, из которых 37 было крестьянских. По переписи 2002 года — 123 человека (77 мужчин, 46 женщин).